# Актинідія полігамна
Актині́дія поліга́мна (Actinidia polygama) — багаторічна рослина родини актинідієвих.

## Морфологія
Виткий кущ-ліана невеликих або середніх розмірів. Листки чергові, цілісні, зубчасті, при основі — від притуплених до загострених. Квітки правильні, 5-пелюсткові, одиничні, рідше по 2—3, в пазухах середніх листків молодих пагонів, ≈ 2,5 см у діаметрі. Плід — ягода з конічним гострим носиком. Цвіте у липні.

## Поширення
Зростає на Далекому Сході, у Китаї, Японії й Корейському півострові; вид інтродукований до США.

## Сировина
Використовують плоди, надземну частину та корені. Плоди малоїстівні, бо гіркуваті, пекучі на смак і спричинюють легкий опік слизової оболонки ротової порожнини.

## Хімічний склад
У свіжих плодах є 1000—1500 мг% (за іншими джерелами — 100 мг%) аскорбінової кислоти, 8,3 мг% каротину, 130 мг% вітаміну Р, алкалоїди (у недозрілих плодах). Листя містять кумарини, монотерпени актинідин і метабілактон. У насінні є жирна олія (6,9 %), до складу якої входять пальмітинова, стеаринова, арахідонова, масляна, лінолева і ліноленова кислоти.

## Використання
У науковій медицині Японії використовують екстракт плодів і коренів під назвою полігамол. Цей екстракт виявляє загальнозміцнювальну і сечогінну дію і застосовується у вигляді ін'єкцій 0,3%-ного розчину для посилення серцевої діяльності.
Використовують Актинідію полігамну і в народній медицині: в Японії настій плодів або сухих пагонів використовують при запамороченні, люмбаго, ревматизмі, паралічі та гонореї; свіжі плоди їдять для вгамування спраги, а листя вживають у їжу разом із соєвим соусом;

У Китаї порошок плодів разом з продуктами перегонки коріння використовують як болетамувальний засіб при кольках, болях у животі і в попереку. В Китаї та Японії ванни з плодів і гал використовують як засіб проти запорів і для зігрівання тіла при ознобі та простуді.

## Дія на котів
Діє на котів подібно до Валеріани.